# Coix
Coix (Spanisch: Cox) ist eine Gemeinde im Süden von Spanien in der Provinz Alicante in der Valencianischen Gemeinschaft. 2024 hatte die Gemeinde 7.622 Einwohner.

## Geografie
Die Stadt ist von einem Obstgarten am Fuße der Sierra de Callosa umgeben und liegt 16 Meter über dem Meeresspiegel.

## Demografie
| 1842  | 1900  | 1930  | 1950  | 1970  | 1981  | 1991  | 2001  | 2011  |
| ----- | ----- | ----- | ----- | ----- | ----- | ----- | ----- | ----- |
| 1.132 | 1.736 | 2.689 | 3.331 | 4.369 | 5.061 | 5.350 | 6.196 | 6.975 |

## Persönlichkeiten
- José Quirante (1884–1964), Fußballspieler